# Alianță militară
O alianță militară este un sistem de securitate colectivă, un aranjament formal (prin tratat și/sau organizație) între state membre care își asumă obligația de a veni în apărarea unuia dintre membri în cazul în care acesta este victima unui atac din partea unui stat din afara alianței.